# Eoclambus
Eoclambus – wymarły rodzaj chrząszczy z podrzędu wielożernych i rodziny skuliczkowatych. Obejmuje tylko jeden wczesnokredowy gatunek, E. rugidorsum, którego inkluzje znaleziono w bursztynie libańskim.

## Taksonomia
Rodzaj i jego gatunek typowy opisane zostały po raz pierwszy w 2008 roku przez Aleksandra Kirejczuka i Dany’ego Azara na łamach czasopisma „Alavesia”. Opisu dokonano na podstawie dwóch inkluzji w bursztynie libańskim, datowanych na późny barrem lub wczesny apt w kredzie. Odnaleziono je w Mdejridż w okolicy Hammany w muhafazie Dżabal Lubnan w Libanie. 
Nazwę rodzajową utworzono z połączenia przedrostka eo-, wywodzącego się od greckiego słowa Ἠώς (ēṓs, jutrzenka) i nazwy rodzajowej współczesnego rodzaju Clambus. W paleontologii ten sposób tworzenia nazw jest nierzadko wykorzystywany dla nazw taksonów kopalnych przypominających współczesne. Epitet gatunkowy oznacza zaś po łacinie „o pomarszczonym grzbiecie”.

## Morfologia
Chrząszcz o silnie grzbietowo wysklepionym, umiarkowanie wysklepionym brzusznie, owalnym w zarysie ciele długości około 0,7 mm oraz szerokości i wysokości około 0,5 mm. Ubarwiony czarniawo z kasztanowobrązowymi odnóżami i czułkami, z wierzchu porośnięty delikatnymi, szarawymi, półwzniesionymi włoskami.
Głowa była półkolista, o bardzo grubej mikrorzeźbie, małych oczach podzielonych występem czoła na części grzbietowe i brzuszne oraz krótszych niż szerokość głowy czułkach zbudowanych z dziesięciu członów, z których dwa ostatnie tworzyły buławkę.
Niemal dwukrotnie szersze niż dłuższe, bardzo grubo mikrorzeźbione przedplecze miało łukowato wykrojoną krawędź przednią, prawie proste kąty przednie, lekko łukowate krawędzie boczne, bardzo szeroko zaokrąglone kąty tylne i prawie prostą krawędź tylną; wszystkie krawędzie były nieobrzeżone. Dość małą tarczkę cechował prawie trójkątny kształt. O ćwierć dłuższe niż razem szerokie, najszersze w barkach pokrywy miały bezładne, gęste i wyraźne punktowanie, grubawą, acz delikatniejszą niż na reszcie wierzchu ciała mikrorzeźbę oraz wspólnie prawie zaostrzony wierzchołek. Przedpiersie było bardzo krótkie, przednie biodra silnie poprzeczne i zetknięte ze sobą, biodra środkowe poprzeczne i oddalone od siebie, śródpiersie między nimi guzkowato wyniesione, tylne biodra prawie stykające się, a zapiersie podzielone na opadającą część przednią i bardzo krótką, sklepioną część tylną. Odnóża były długie, dość wąskie, o pozbawionych wyraźnych ostróg goleniach i o ćwierć od nich krótszych stopach; te ostatnie budowały cztery człony, z których czwarty był dwukrotnie dłuższy od pozostałych i zwieńczony niezmodyfikowanymi, bardzo cienkimi pazurkami. Tylną parą ud całkowicie zasłaniały płytki bioder.
Spośród widocznych na spodzie odwłoka sternitów pierwszy był tak długi jak szeroko na szczycie zaokrąglony ostatni (hypopygidium), a te od drugiego do czwartego o połowę od niego krótsze. Spod pokryw wystawał szeroko zaokrąglony z niemal ściętym szczytem skleryt analny. Samcze genitalia miały niesymetryczny edeagus.

## Paleoekologia
Chrząszcz ten zasiedlał gęste, cieniste lasy porastające północno-wschodnią część Gondwany. Cechowała je bardzo wysoka wilgotność. Lasy te leżały w strefie tropikalnej lub subtropikalnej, a występujący w nich klimat rekonstruuje się jako umiarkowany do gorącego. Pory roku były w nim słabo wyrażone o czym świadczą kiepsko widoczne słoje przyrostu rocznego w skamieniałościach drewna. Bursztyn libański dostarczył licznych skamieniałości zwierząt, zwłaszcza stawonogów zasiedlających owe lasy (zobacz: fauna bursztynu libańskiego). Większość odnaleziono na tym samym stanowisku co Eoclambus (Mdejridż-Hammana).
Jako że owad ten nie odbiegał budową od współczesnych skuliczkowatych, przypuszczalnie podobnie do nich był zwierzęciem epigeicznym, bytującym wśród ściółki na dnie lasu.